# Portugal en los Juegos Olímpicos de París 2024
Portugal estuvo representado en los Juegos Olímpicos de París 2024 por un total de 73 deportistas que compitieron en 15 deportes. Responsable del equipo olímpico es el Comité Olímpico de Portugal, así como las federaciones deportivas nacionales de cada deporte con participación.
Los portadores de la bandera en la ceremonia de apertura fueron el piragüista Fernando Pimenta y la atleta Ana Cabecinha.

## Medallistas
El equipo olímpico de Portugal obtuvo las siguientes medallas:
| Nombre                   | Deporte           | Competición    |
| ------------------------ | ----------------- | -------------- |
| Oro                      |                   |                |
| Iúri Leitão Rui Oliveira | Ciclismo en pista | Madison M      |
| Plata                    |                   |                |
| Pedro Pichardo           | Atletismo         | Triple salto M |
| Iúri Leitão              | Ciclismo en pista | Ómnium M       |
| Bronce                   |                   |                |
| Patrícia Sampaio         | Judo              | –78 kg F       |